# Jason Hervey
Jason Hervey (ur. 6 kwietnia 1972 w Los Angeles) – amerykański aktor, debiutował w 1981 w serialu Statek miłości, znany jest z postaci Wayne’a Arnolda z serialu Cudowne lata. Dwukrotnie żonaty.

## Filmografia
- 1999: Ostatnia przejażdżka jako Jimmy Murano
- 1997: Przysługa jako Andy
- 1995:	Spring Fling! jako John
- 1994:	Zabierz mnie w ostatnią podróż
- 1987:	Łowcy potworów jako E.J.
- 1986:	Powrót do szkoły jako młody Thornton
- 1986:	Mali tropiciele jako Clint Westwood
- 1985:	Powrót do przyszłości jako Milton Baines
- 1985:	Akademia Policyjna 2: Pierwsze zadanie jako Smarkacz
- 1985:	Wielka przygoda Pee Wee Hermana jako Kevin Morton
- 1984:	Frankenweenie jako Frank Dale
- 1984:	Klopsy II jako Steve
- 1984:	Ważniak jako Todd Sweeney
- 1984:	Kumpelski układ jako Kartofel
- 1982:	Daddy, I'm Their Mama Now jako Roy Rollins

## Seriale telewizyjne
- 1995–1997: Nocny patrol jako Todd Sandreen (gościnnie)
- 1988–1993: Cudowne lata jako Wayne Arnold
- 1986: Fast Times jako Curtis Spicoli
- 1985: Wildside jako Zeke
- 1984–1988: Punky Brewster jako Garth Goobler (gościnnie)
- 1979–1986: Trapper John, M.D. jako Ricky (1979) (gościnnie)
- 1978–1986: Diff'rent Strokes jako Charlie (1985-1986)
- 1978–1986: Diff'rent Strokes jako Charlie (gościnnie)
- 1977–1986: Statek miłości jako Billy (1981) (gościnnie)